# حقن (طب)
الحقنة أو الحقن هي عملية إعطاء سائل وخاصة الدواء في جسم الشخص باستخدام إبرة (عادة إبرة تحت الجلد) ومحقنة. يعتبر الحقن شكلاً من أشكال إعطاء الدواء بالحقن، ولا ينطوي على امتصاص في الجهاز الهضمي، مما يسمح بامتصاص الدواء بسرعة أكبر وتجنب تأثير المرور الأول. هناك أنواع عديدة من الحقن، والتي تسمى بشكل عام على اسم أنسجة الجسم التي يتم حقن الحقنة فيها، يتضمن ذلك الحقن تحت الجلد، والحقن العضلي، والحقن الوريدي، بالإضافة إلى الحقن الأقل شيوعًا مثل الحقن داخل الصفاق، وداخل العظم، وداخل القلب، وداخل المفصل، وداخل الكهف.
تعد الحقن من بين إجراءات الرعاية الصحية الأكثر شيوعًا، حيث يتم إعطاء ما لا يقل عن 16 مليار حقنة في البلدان النامية والبلدان ذات الإقتصاد الإنتقالي كل عام. يستخدم 95% من الحقن في الرعاية العلاجية أو كعلاج لحالة ما، و3% منها لتوفير التحصينات/اللقاحات، والباقي يستخدم لأغراض أخرى بما في ذلك عمليات نقل الدم. يستخدم مصطلح الحقن أحيانًا بشكل مترادف مع التلقيح، لكن نطاقه يمتد إلى ما هو أبعد من التلقيح. تُعطى الحقن عمومًا الدواء كجرعة بلعة (أو لمرة واحدة)، ولكن يمكن استخدامها أيضًا لحقن الدواء بشكل مستمر. قد يتم تصميم الدواء ليتم إطلاقه ببطء (حقنة مدخرية) بعد الحقن، والذي يمكن أن ينتج تأثيرات طويلة الأمد.
يؤدي الحقن بالضرورة إلى إحداث جرح صغير في الجسم، وبالتالي قد يسبب ألمًا موضعيًا أو عدوى. يختلف حدوث هذه الآثار الجانبية بناءً على موقع الحقن والمادة المحقونة وقياس الإبرة والإجراء والحساسية الفردية. في حالات نادرة، قد تحدث آثار جانبية أكثر خطورة بما في ذلك الغرغرينا والإنتان وتلف الأعصاب. إن الخوف من الإبر، والذي يسمى أيضًا رهاب الحقن، شائع أيضًا وقد يؤدي إلى القلق والإغماء قبل الحقن أو أثناءه أو بعده. للوقاية من الألم الموضعي الذي يحدث عند الحقن، قد يتم تخدير أو تبريد موقع الحقن قبل الحقن وقد يصرف انتباه الشخص الذي يتلقى الحقنة عن طريق المحادثة أو وسائل مماثلة. لتقليل خطر العدوى من الحقن، يجب اتباع تقنية التعقيم المناسبة لتنظيف موقع الحقن قبل الإعطاء. هناك خطر انتقال الأمراض المنقولة بالدم مثل فيروس نقص المناعة البشرية والتهاب الكبد في حالة إعادة استخدام الإبر أو الحقن بين الأشخاص، أو في حالة حدوث وخز إبرة عرضي.
تساهم ممارسات الحقن غير الآمنة في انتشار الأمراض المنقولة بالدم، وخاصة في البلدان الأقل نموا. ولمعالجة هذه المشكلة، تم تطوير محاقن آمنة تحتوي على ميزات لمنع الإصابة العرضية بالوخز بالإبر ولمنع إعادة استخدام المحقنة بعد استخدامها لأول مرة. علاوة على ذلك، فإن متعاطي المخدرات الذين يستخدمون الحقن لتعاطي المخدرات عادة ما يتشاركون الإبر أو يعيدون استخدامها بعد الحقن، مما دفع إلى تطوير برامج تبادل الإبر ومواقع الحقن الآمنة كإجراء من تدابير الصحة العامة، تهدف هذه البرامج إلى توفير محاقن وإبر جديدة ومعقمة لتثبيط الممارسة غير الآمنة المتمثلة في إعادة استخدام معدات الحقن. من الأفضل وضع الإبر المستعملة في حاوية مخصصة للأدوات الحادة تكون آمنة ومقاومة للثقب. توفر بعض المواقع برامج التخلص المجانية من هذه الحاويات لمواطنيها.

## الأنواع

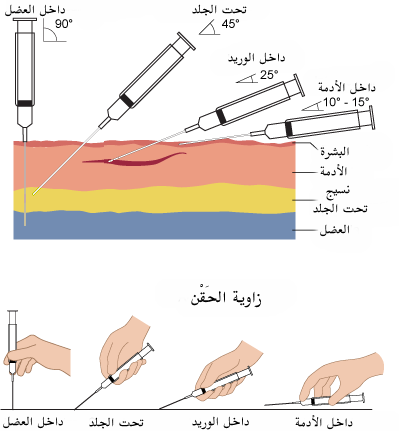
زوايا إدخال الإبرة في 4 أنواع لحقن الدواء: الحَقن داخل الأدمة، وداخل الوريد، وتحت الجلد، وداخل العضل.

تصنف الحقن بطرق متعددة، بما في ذلك نوع الأنسجة التي يتم الحقن فيها، والموقع في الجسم الذي تم تصميم الحقن فيه لإحداث التأثيرات، ومدة التأثيرات. وبغض النظر عن التصنيف، فإن الحقن يتطلب إجراء ثقب، وبالتالي يتطلب بيئات وإجراءات معقمة لتقليل مخاطر إدخال مسببات الأمراض إلى الجسم. تعتبر جميع الحقن من أشكال الإعطاء بالحقن، والتي تتجنب عملية التمثيل الغذائي للمرور الأول وبالتالي تمنع التغيرات المحتملة في امتصاص الدواء من خلال الجهاز الهضمي.

### الحُقَن الشاملة للجسم
تم تصميم العديد من الحقن لإعطاء دواء له تأثير في جميع أنحاء الجسم. يمكن استخدام الحقن النظامية عندما لا يستطيع الشخص تناول الدواء عن طريق الفم، أو عندما لا يتم امتصاص الدواء نفسه في الدورة الدموية من الجهاز الهضمي. الأدوية التي يتم تناولها عن طريق الحقن الجهازي تدخل إلى الدورة الدموية، إما بشكل مباشر أو غير مباشر، مما يؤدي إلى تأثيرها على الجسم بأكمله.

#### الحُقن الوريدية
يتضمن الحقن الوريدي إدخال إبرة في الوريد، مما يسمح بإيصال المادة الدوائية مباشرة إلى مجرى الدم. يوفر الحقن الوريدي أسرع بداية للتأثيرات المرغوبة لأن المادة تدخل الدم فورًا، ويتم توزيعها بسرعة إلى بقية الجسم. نظرًا لأن المادة يتم حقنها مباشرة في مجرى الدم، فلا يوجد تأخير في ظهور التأثيرات بسبب امتصاص المادة في مجرى الدم. هذا النوع من الحقن هو الأكثر شيوعًا ويستخدم بشكل متكرر لإعطاء الأدوية في المرضى الداخليين.
الاستخدام الآخر للحقن في الوريد يشمل إعطاء المغذيات للأشخاص الذين لا يستطيعون الحصول على التغذية من خلال الجهاز الهضمي وهي ممارسة تعرف باسم التغذية الوريدية. يمكن لهذه الطريقة أن توفر كامل أو جزء من الاحتياجات الغذائية للشخص وقد تتضمن محاليل مخلوطة مسبقًا أو تركيبات مخصصة لتلبية احتياجات الشخص المحددة. يمكن أيضًا استخدام الحقن في الوريد للأدوية الترويحية التي يكون من المرغوب فيه ظهور التأثيرات بشكل فوري.

#### الحُقن العضلية

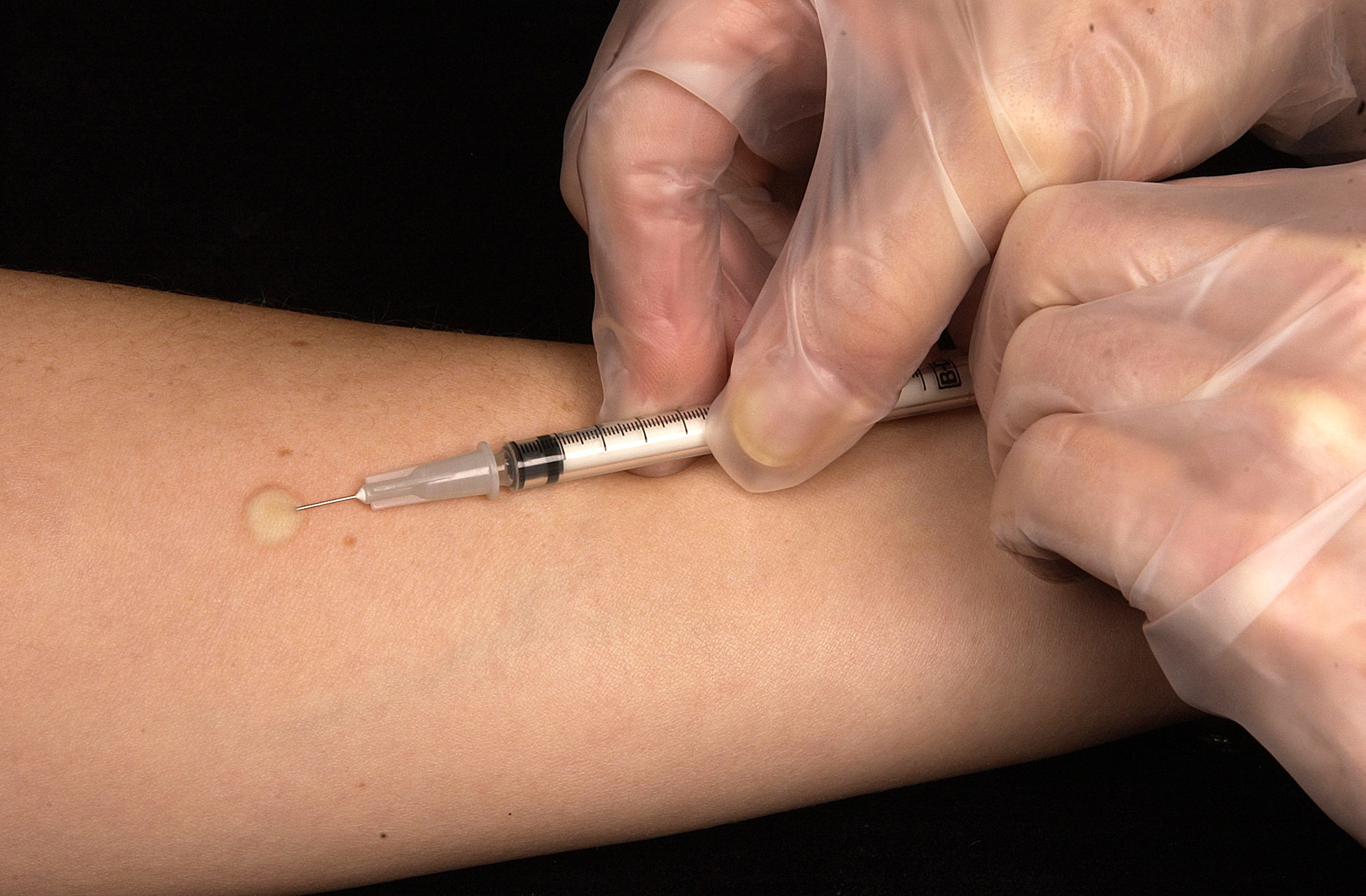
حقنة تحت الجلد

يعمل الحقن العضلي على توصيل مادة الدوائية إلى عمق العضلات، حيث يتم امتصاصها بسرعة عن طريق الأوعية الدموية في الدورة الدموية الجهازية. تشمل مواقع الحقن الشائعة بهذه الطريقة: العضلة الدالية، والعضلة المتسعة الوحشية، والعضلة الألوية البطنية. يتم تدريب المتخصصين الطبيين على إعطاء الحقن العضلية، ولكن يمكن أيضًا تدريب الأشخاص الذين ليسوا متخصصين في المجال الطبي على إعطاء الأدوية مثل الإبينفرين باستخدام حاقن ذاتي في حالات الطوارئ. تعطى أيضًا بعض الحقن المستودعية في العضل، بما في ذلك أسيتات الميدروكسي بروجستيرون وغيرها. بالإضافة إلى الأدوية، يتم إعطاء معظم اللقاحات المعطلة، بما في ذلك لقاح الأنفلونزا كحقنة عضلية.

#### حقنة تحت الجلد
يتضمن الحقن تحت الجلد من حقن المادة الدوائية تحت الجلد باستخدام إبرة. يتم امتصاص الدواء من هذا النسيج بمعدل أبطأ منه في الحقن العضلي. وبما أن الإبرة لا تحتاج إلى اختراق مستوى العضلات، فيمكن استخدام إبرة أرق وأقصر. يمكن إعطاء الحقن تحت الجلد في الأنسجة الدهنية خلف الذراع العلوي أو في البطن أو في الفخذ، كما يمكن استخدام بعض الأدوية، بما في ذلك الإبينفرين إما في العضل أو تحت الجلد. أما البعض الآخر، مثل الأنسولين، فيُحقن بشكل حصري تقريبًا تحت الجلد. يتم أيضًا حقن اللقاحات الحية أو المضعفة، بما في ذلك لقاح الحصبة والنكاف والحصبة الألمانية، ولقاح جدري الماء، ولقاح الهربس النطاقي تحت الجلد.

#### حقنة أدمية
يتضمن الحقن داخل الأدمة من حقن المادة الدوائية لإيصالها إلى الأدمة، وهي طبقة الجلد الواقعة فوق الطبقة الدهنية تحت الجلد، وأسفل البشرة أو الطبقة العليا. يتم الحقن داخل الأدمة بإبرة مثبتة بشكل مسطح تقريبًا على الجلد بزاوية 5 إلى 15 درجة. يستغرق الامتصاص من الحقن داخل الأدمة وقتًا أطول مما هو عليه عندما يتم إعطاء الحقن عن طريق الوريد أو العضل أو تحت الجلد. لهذا السبب، يتم إعطاء عدد قليل من الأدوية داخل الأدمة. تُستخدم الحقن داخل الأدمة بشكل شائع في اختبارات الحساسية، مثل اختبارات السلين الجلدي واختبارات الحساسية، بالإضافة إلى اختبارات الحساسية للأدوية التي لم يتناولها الشخص من قبل. يمكن رؤية التفاعلات الناتجة عن الاختبارات التي تستخدم الحقن داخل الأدمة بسهولة أكبر بسبب موقع الحقن، وعندما تكون النتيجة إيجابية تظهر عادةً على شكل احمرار أو تورم. تشمل المواقع الشائعة للحقن داخل الأدمة الساعد وأسفل الظهر.

#### حقن داخل العظم
الحقن داخل العظم هي عملية حقن الدواء من خلال إبرة يتم إدخالها في النخاع العظمي لعظم كبير الحجم. تستخدم هذه الطريقة فقط عندما يكون من الصعب استخدام طريق أقل تدخلاً مثل الخط الوريدي، إما بسبب فقدان الوصول المتكرر بسبب الأوعية الدموية المنهارة، أو بسبب صعوبة العثور على الوريد المناسب في المقام الأول. يتم عادة إدخال إبرة في نخاع العظم في عظم العضد أو الساق، وعادة ما تستخدم هذه الطريقة فقط عندما تفشل عدة محاولات للحقن عن طريق الوريد. وباستثناء الاختلافات العرضية في دقة اختبارات الدم عند سحبها من خط داخل العظم، فإنها تعتبر مساوية في الفعالية للحقن في الوريد. تُستخدم هذه الطريقة أيضًا بشكل شائع في حالات الطوارئ حين لا يكون هناك متسع من الوقت للوصول إلى الوريد بشكل متكرر، أو في الأشخاص الأصغر سنًا الذين يكون الوصول إلى الوريد أكثر صعوبة.

## احتياطات واجب مراعاتها عند إعطاء الحقن
1. غسل اليدين بالماء و الصابون قبل و بعد إعطاءك الحقن للمريض شيء ضروري.
2. اختيار مكان مناسب ذو إضاءه مناسبة مع مراعاة خصوصية المريض .
3. قبل فتح الكيس المحتوي على الإبرة تأكد من تاريخ صلاحيتھا فإن كانت منتھية فاعلم أنھا غير صالحة للاستخدام لأن تعقيمھا قد انتھى.
4. لا تستخدم إبرة مستعملة من قبل حتى لو كانت لنفس المريض.
5. قبل تعبئة الإبرة تأكد من صلاحية الدواء وعدم تعكره أو تغير لونه.
6. لا تقم بخلط نوعين من الدواء معا في إبرة واحده إذا لم يكن ذلك موصوفا من جانب الطبيب.
7. إذا وجت فقاعات من الھواء في الإبرة قم بالطرق الخفيف بظھر إصبعك على جانب الإبرة حتى ترتفع الفقاعات للأعلى ثم بعد ذلك قم بالضغط بالمكبس للأعلى حتى يبدأ الدواء بالخروج مستقيما من فتحة الإبرة.
8. لا تلمس أبدا سن الإبرة بيدك.
9. لا تطھر أبدا الإبرة بأي مطھر فھي معقمة.
10. لا تترك الإبرة بعد تعبئتھا بالدواء مكشوفة على أي سطح «مكتب مثلا» ولكن إذا كان لا بد من تركھا فقم بتغطيتھا بغطائھا لمده قصيرة.
11. بعد إعطاء الدواء قم بتغطية الإبرة بغطائھا و قم بفصلھا عن السرنجة وضعھما معا في الكيس البلاستيكي أو ضع الإبرة في علبة الإبر المخصصة لجمع الإبر المستعملة وتخلص منھا بطريقة آمنة.
12. لا ترمي أبدا الإبرة في كيس القمامة دون غطائھا لأن من الممكن أن تصيب شخصًا آخر بالعدوى.

## الحقن في عضلة الكتف
الطريقة السليمه للحقن في الكتف:
1. -بعد مراعاة احتياطات امان تعبئة السرنجه وتكون جاهزة للحقن
2. -اطلب من المريض كشف كتفه
3. -يمكنك أن تحس رأس العظمة في الكتف قبل أن تبدأ و تخيل أنها قاعدة مثلث رأسه لأسفل، و يكون مكان الحقن الأمثل في منتصف هذا المثلث، أي أسفل عظمة الكتف بحوالي 2,5- 5 سم
4. - قم بتطهير الجزء الذي سوف تحقن فيه باستخدام قطنة و كحول
5. -قم بسند الكتف بين إصبع الإبهام و باقي أصابع اليد
6. -قم برشق الإبرة في الكتف بزاوية 90° عند استخدام إبرة قصيرة، أو بزاوية مائلة قليلاً عند استخدام الإبرة الطويلة
7. -قم بإفراغ المحتويات تدريجياً
8. - قم بسحب السرنجة من العضلة تدريجياً و يدك الأخرى تضغط العضلة لأسفل
9. - قم بعمل تدليك للحظات مستخدماً قطنة و[19]

## الحقن في عضلة الفخذ
يتم تقسيم الفخذ إلى ثلاثة أقسام و ترشق الإبرة بزاوية 90 في الجزء العلوي للفخذ و تستخدم هذه الطريقة عند اعطاء الحقن للأطفال أو أذا أراد المريض أخذ الحقنة بنفسه

## حقن الأنسولين
حذرت الطبيبة الألمانية إليزابيث شنيلبيشر مرضى السكري من حقن جرعة الأنسولين في الموضع نفسه دائماً، إذ يمكن أن يتسبب ذلك في حدوث تغير مرضي في أنسجة الجلد، مما قد يؤثر سلبا على امتصاص الجسم للأنسولين.

## أختبار حساسية الجلد
أختبار حساسية الجلد هي عملية مهمة تتم بواسطة طبيب أو ممرض داخل المنشأة الصحية، والهدف منها تعريض المريض لكميات قليلة من بعض المواد لمعرفة هل تسبب له حساسية أم لا، وتتعد طرق اختبارات الحساسية كالتالي :
- عن طريق وخز الجلد skin prick test :

تتم هذه الطريقة عن طريق وخز الجلد بما يقرب من 40 مادة مختلفة في وقت واحد لقياس ردة الفعل المناعية وتستخدم في تحديد حالات الحساسية ضد حبوب اللقاح أو وبر الحيوانات، ويتم إجراء الاختبار للأطفال في أعلي الظهر، وفي الكبار في الساعد .
- عن طريق حقن الجلد skin injection test :

تتم هذه الطريقة عن طريق حقن الجلد، ويتم استخدام هذه الطريقة لمعرفة هل الجسم حساس تجاه بعض المواد مثل سم الحشرات، أو مادة البنسلين، ويتم هذا الاختبار عن طريق حقن الجلد بكميات قليلة من المادة المراد عمل اختبار لها ويتم الانتظار مدة تصل إلي ربع ساعة للفح والمعرفة وتسجيل النتائج .
- عن طريق البقعة Patch test :

تتم هذه الطريقة بواسطة البقعة، ولا يتم فيها استخدام أي نوع من الحقن، ويتم ذلك عن طريق وضع رقعة تحتوي علي مواد مختلفة لعمل اختبار لها، ويتم وضعها علي الجلد لمدة تصل إلي 48 ساعة متواصلة، وتستخدم هه الطريقة مع المواد التي تعطي ردة فعل متأخرة، ويتم بعد ذلك فحص الجلد وتحديد المواد التي سببت ردة فعل وتسجيل نتائجها .